# Over Holluf
Over Holluf er en  bydel  i Odense SØ med 1.482 indbyggere  (2024). Over Holluf er beliggende i Fraugde Sogn umiddelbart i forlængelse af bydelen Neder Holluf otte kilometer sydøst for Odense centrum. Byen tilhører Odense Kommune og er beliggende i Region Syddanmark.
Over Holluf har et karakteristisk stort gadekær med en petanque-bane ved siden af.

## Byens historie
Navnet "Holluf" nævnes første gang i 1397 som Haløf, der kan tolkes som en form af Halev. Endelsen, –lev, kan ses som udtryk for en "ældre bebyggelse". Fra 1664 ligger navnet fast som "Holluf". Over Holluf er udpeget og registeret af Odense Kommune som en særlig landsby.
Den tidligere landsholdstræner i fodbold Richard Møller Nielsen, boede i Over Holluf indtil han blev pensioneret og flyttede til Kerteminde.
Her blev også forfatteren Morten Korch født den 17. januar 1876.